# La casa d'inferno
La casa d'inferno (Hell House) è un romanzo horror del 1971 scritto dall'americano Richard Matheson.
Attualmente è pubblicato in Italia da Fanucci Editore.

## Trama
È un classico del genere horror che vede protagonista una casa infestata e quattro personaggi che ne indagano la natura violenta provando a liberarla dalle presenze malefiche. È ambientato nel 1970 in un'isolata zona boschiva nel Maine e la casa del titolo è una residenza lussuosa appartenuta al signor Belasco, dedito a riti satanici e orgiastici che coinvolgevano gli ospiti della residenza all'inizio del secolo. In seguito alla morte violenta degli occupanti sono state fatte due spedizioni per indagarne il mistero, ma entrambe tragicamente fallite con la morte di quasi tutti i partecipanti.
Il terzo tentativo costituisce la trama portante del romanzo e vede partecipi uno scienziato, la moglie e due medium, uno dei quali è l'unico superstite della precedente missione.
L'intera avventura è un crescendo di tensione con sedute spiritiche, possessioni, fenomeni di telecinesi e in genere tutto ciò che riguarda il paranormale. I cliché del genere sono presenti per intero e vanno dalla classica sedia scricchiolante a corpi macilenti di fantasmi che s'aggirano per la residenza.
L'originalità del romanzo consta nell'interpretazione scientifica che si dà ai fenomeni paranormali della casa cercando di dare dignità effettiva alla parapsicologia.

## Edizioni
1ª edizione inglese:
- Richard Matheson, Hell house, Viking Press, 1971.

1ª edizione italiana:
- Richard Matheson, La casa d'inferno, Rizzoli, 1974.

## Adattamenti

### Film direttamente tratti dal romanzo
1. 1973 - Dopo la vita (The legend of hell house), regia di John Hough